# Малый ксенопс
Малый ксенопс (лат. Xenops minutus) — вид воробьинообразных птиц из семейства печниковых.

## Распространение
Обитают в тропиках Нового Света на востоке Парагвая, северо-востоке Аргентины и востоке и северо-востоке Бразилии.

## Описание
Длина тела обычно составляет 11—12 см, а масса 8,5 г. Клюв короткий, клиновидный. Верхняя часть тела коричневая, но становится рыжеватой на хвосте и заду, а на более тёмных коричневых крыльях имеется полоса. Нижняя часть птицы бледно-оливкового цвета без полос.
Самцы и самки внешне схожи, но у молодых птиц тёмно-коричневое горло.

## Биология
Птицы насекомоядны. В нормальной кладке два белых яйца, насиживаемых обоими родителями.
МСОП присвоил виду охранный статус LC.